# Lampada ministeriale

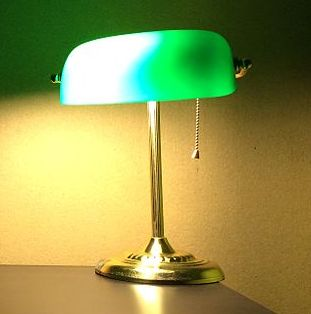
Una lampada ministeriale

La lampada ministeriale, chiamata anche lampada da banchiere o lampada da notaio, è un modello di lampada da scrivania caratterizzata da un piedistallo in ottone, un paralume di vetro traslucido colorato esternamente di verde smeraldo e internamente di bianco, e un interruttore a catenella (sebbene le versioni moderne possano fare uso di tipi di interruttori alternativi).  

## Storia
Il primo brevetto per la lampada ministeriale fu depositato l'11 maggio 1909 da Harrison D. McFaddin e furono prodotti e venduti con il marchio Emeralite ("smeraldo" e "luce") dall'azienda H. G McFaddin & Co di New York.
I paralumi delle Emeralite furono prodotti dalla fabbrica J. Schreiber & Neffen situata nella città di Rapotín, in Moravia. Questi paralumi da scrivania sono sostanzialmente piatti ai lati e sul retro, mentre hanno una lieve inclinazione nella parte anteriore verso il lettore; tutti gli angoli sono arrotondati. Realizzato con la tecnica del vetro incamiciato, le tonalità erano realizzate in vetro bianco opalino all'interno con uno strato di verde o altro colore all'esterno.
La produzione di lampade da scrivania Emeralite avvenne in quattro serie. Il primo periodo iniziò nel 1909 e durò fino al 1916 ed è noto come "serie 4378": i paralumi erano perforati con due fori, uno su ciascun lato, attraverso i quali era fissato al piedistallo di metallo, e poteva essere ruotato e bloccato nella posizione desiderata.
Il secondo periodo di produzione, noto come "Serie 8734", iniziò nel 1916 e durò fino agli inizi degli anni 1930. Le lampade da scrivania prodotte durante questo periodo sono quelle più diffuse e per le quali il nome Emeralite è più facilmente identificato. A differenza della precedente versione, il paralume non è forato, ma ha delle rientranze sui lati e sul retro per adattarsi alla struttura metallica di nuova concezione e brevettata il 15 agosto 1916, e a cui era fissato tramite morsetti. Tale soluzione consentiva di smontare facilmente il vetro (per pulizia o sostituzione), senza toccare il cablaggio elettrico nascosto.
Il terzo periodo di produzione iniziò nei primi anni 1930 e durò probabilmente meno di cinque anni. Queste lampade facevano generalmente parte della serie n. 9. Sebbene la forma del paralume e le tecniche di produzione siano sostanzialmente le stesse dei due modelli precedenti, le dimensioni sono più grandi (da 8,5 a 10-12 pollici), richiedendo anche l'uso di due lampadine anziché solo una. Inoltre, questo modello è fissato alla base solo sul retro tramite un morsetto agganciato su una rientranza.
L'ultimo periodo di produzione dell'azienda iniziò verso il 1939 e proseguì per circa venti anni: dato lo scoppio della seconda guerra mondiale, non fu più possibile approvvigionarsi dei vetri dell'azienda morava, per cui il paralume fu realizzato interamente in metallo.
Le basi prodotte durante il primo periodo erano in genere molto semplici mentre diventavano molto più decorative durante il secondo e il terzo periodo. Le basi precedenti erano generalmente in ottone placcato su un metallo di base se le basi erano quadrate o rettangolari e in ottone massiccio se le basi erano rotonde. Le basi realizzate durante il secondo e il terzo periodo erano generalmente in ottone massiccio. La maggior parte delle lampade aveva un peso nascosto in ghisa nella parte inferiore della base. Generalmente, le basi durante il secondo e il terzo periodo venivano vendute con una finitura in ottone o una patina in bronzo, sebbene si potessero fornire finiture speciali su ordinazione.
Durante i quattro periodi, vennero realizzati diversi modelli e varietà di lampade, che includevano lampade da scrivania, da letto, per pavimenti, per macchine addizionatrici, abat-jours, per tavoli da disegnatore, per macchine da scrivere e molti altri usi. Le lampade erano anche disponibili con calamai rimovibili opzionali, portapenne e penne, orologi e calendari. I calamai erano prodotti in vetro da The Sengbusch Self Cleaning Inkstand Co. di Milwaukee, Wisconsin o dalla società GEM. I calamai prodotti da GEM erano generalmente contrassegnati EMERALITE sul fondo, insieme al nome GEM.
Dato il grande successo, le lampade vennero imitate da aziende concorrenti e vendute con il nome di "Greenalite", "Verdelite" e "Amronlite". 
Inizialmente trovò un largo impiego in biblioteche, tribunali, studi legali, banche e uffici commerciali degli Stati Uniti; per questo motivo la lampada si vede spesso nei film prodotti negli USA. Nel frattempo, ci sono molte repliche che riprendono il progetto.